# 제5회 전국동시지방선거 제주특별자치도
이 문서는 제5회 전국동시지방선거 제주특별자치도 지역 투·개표 결과이다. 제주시와 서귀포시는 행정시인 관계로 각 시장은 선거를 치르지 않고 도지사가 임명한다.

## 개표 결과

### 제주특별자치도지사
|  | 41.40% |

|  | 40.55% |

|  | 18.03% |

### 제주특별자치도교육감
|  | 47.93% |

|  | 26.75% |

|  | 25.31% |

## 같이 보기
- 제5회 전국동시지방선거